# Above (artiste)
 (novembre 2010).
Pour les articles homonymes, voir Above.
ABOVE (né en 1981) est un artiste urbain contemporain californien.

## Biographie
Il se fait connaitre à Paris au début des années 2000 en peignant (notamment sur des camionnettes) de larges flèches, pointées vers le haut, indiquant ainsi un "AU-DESSUS", un "En HAUT", voire un "VERS LE HAUT" traduction visuelle du mot ABOVE. En mai 2003, il participe à la deuxième édition de "une nuit" au cours de laquelle, une soixantaine d'artiste recouvrent les panneaux publicitaires de l'Est parisien. Sa "4 par 3" présente des silhouettes pointant le ciel du doigt. Il poursuit cette démarche d'auto promotion, commune à la majorité des artistes urbains, en suspendant aux fils électriques de San Francisco, ses flèches, légendées du verbe RISE (s'élever / monter). 
Depuis le milieu des années 2000, il peint à travers le monde des phrases en Anglais, en Espagnol, voire en Français dont la signification est typographiée. Lors de sa participation au M.U.R. en septembre 2010, l'expression "PRENDRE LE TAUREAU PAR LES CORNES" est présentée de manière que les "R" de pRendRe voient leurs jambes prolongées en mains saisissant les U cornus du mot taUreaU. 
À la fin de la décennie 2000, il ajoute à sa palette la technique des multi-pochoirs colorés pour réaliser des Trompe-l'œil dans un style assez proche de Banksy.

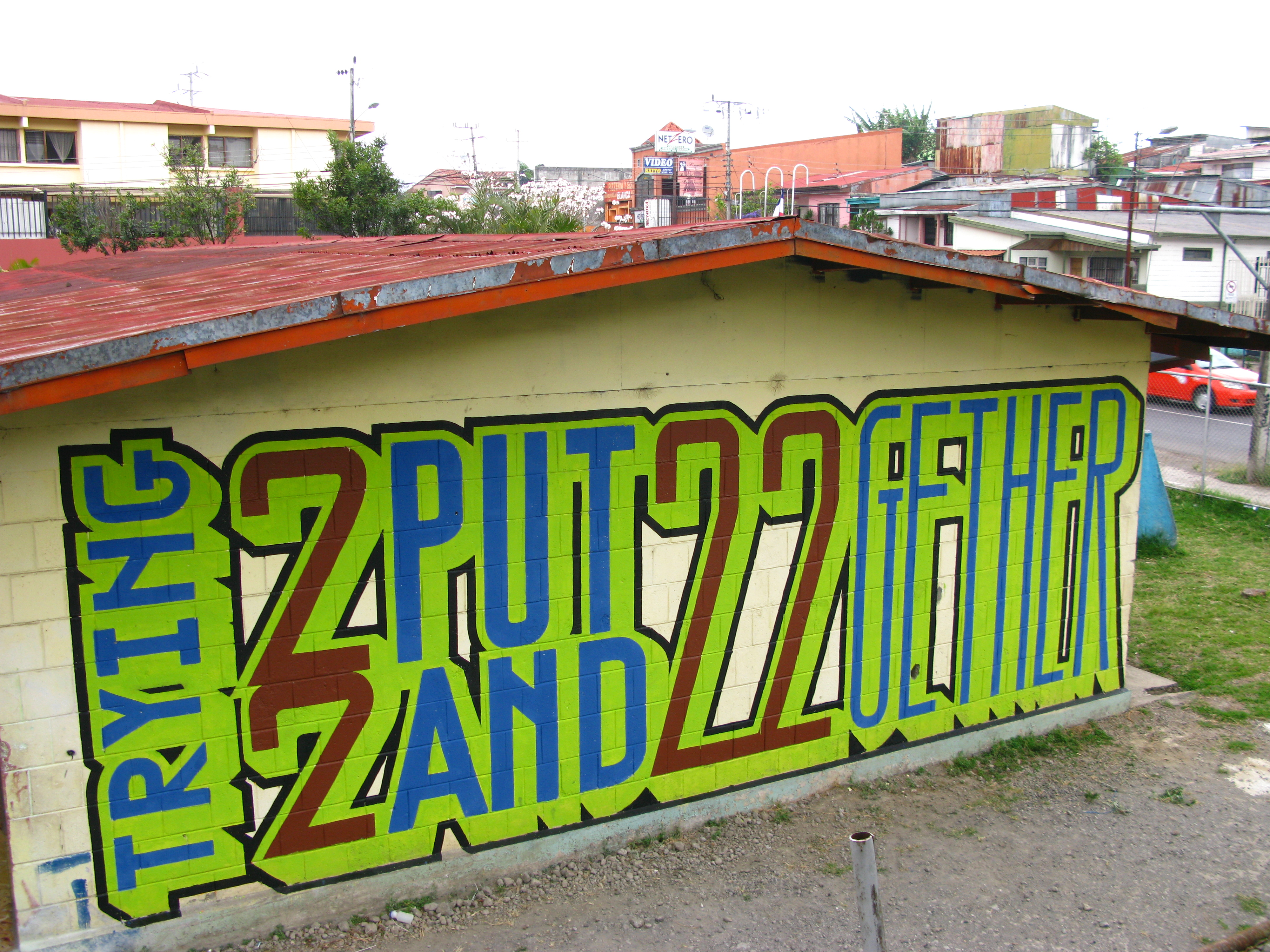
San Jose Costa Rica, 2008
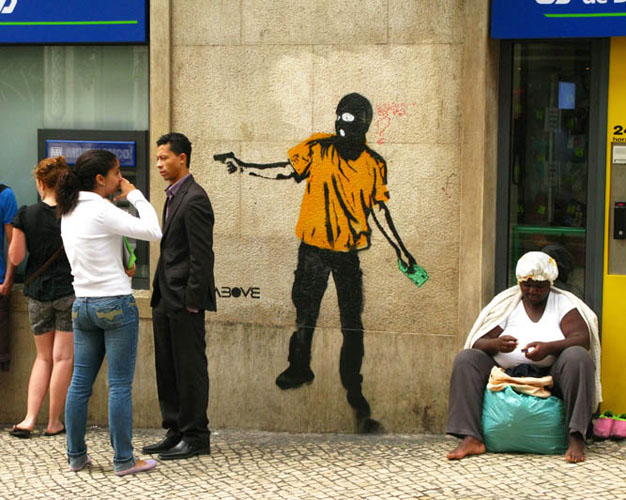
Lisbonne, Portugal, 2008

#### Livres en français
- Kriss Montfort, Hip art the french touch, éditions Kitchen 93, 2004, p. 81  (ISBN 2-85980-002-6)
- Collectif, Une Nuit, éditions Kitchen 93, 2007, p. 72  (ISBN 2-85980-007-7)

#### Livres en anglais
- The Art Of Rebellion, Christian Hundertmark, Publikat Verlag, 2003,  (ISBN 978-3-9807478-2-0)
- Writing: Urban Calligraphy And Beyond, Markus mai, Die Gestalten Verlag, 2003,  (ISBN 978-3-89955-003-0)
- Colors Zoo, Maxime Courtin, Colorzoo publishing, 2004,  (ISBN 978-84-609-0285-0)
- Graffiti World, Nicholas Ganz Thames & Hudson, 2004  (ISBN 978-0-500-51170-1)
- Street Logos, Tristan Manco, Thames & Hudson, 2004,  (ISBN 978-0-500-28469-8)
- Street Art: The Spray Files, Louis Bou, Harper Collins, 2005  (ISBN 978-0-06-083338-1)
- Izastickup, Bo130, Microbo, TheDon, Drago, 2005,  (ISBN 978-88-88493-33-6)
- Without Reason, Ilovewr, Without Reason, 2006,  (ISBN 978-0-646-46066-6)
- The Art Of Rebellion 2, Christian Hundertmark, Publikat Verlag, 2006,  (ISBN 978-3-9809909-4-3)
- NYC BCN: Street Art Revolution, Louis Bou, Collins Design, 2006,  (ISBN 978-0-06-121004-4)
- Sticker City, Claudia Walde, Thames & Hudson, 2007,  (ISBN 978-0-500-28668-5)
- Urban Interventions, R. Klanten, M. Huebner, Die Gestalten, 2010  (ISBN 978-3-89955-291-1)

#### Périodiques francophones
- Graff It #03, Juillet 2002 (Paris, France)
- Clark #7, printemps 2003. (Paris, France)
- GraffBombs #14, Mai/Juin 2003 (Paris, France)
- Étapes #113. Oct, 2004. (Paris, France)
- Modart #6 Dec/Jan 2006 (Bruxelles, Belgique)
- Clark #31. été 2008 (Paris, France)
- Modart #18. July, 2008 (Bruxelles, Belgique)